# Ludwig Aulbach
Ludwig Aulbach (* 9. August 1914 in Offenbach am Main; † 25. Juni 1989) war ein deutscher Journalist und Chefredakteur der DDR-Zeitung Freie Presse.

## Leben
Nach der Volksschule und der Lehre als kaufmännischer Angestellter besuchte der Sohn eines Lederarbeiters Ludwig Aulbach bis 1931 die Volkshochschule. Von 1936 bis 1938 leistete er Wehrdienst in der deutschen Wehrmacht und arbeitete 1938/39 als Einkäufer in Offenbach am Main. Von 1939 bis 1945 kämpfte Aulbach im Zweiten Weltkrieg und geriet im Dezember 1945 in Le Mans in Frankreich in amerikanische Kriegsgefangenschaft. 1946 kam er frei, kehrte nach Deutschland zurück und wurde erst KPD-, dann SED-Mitglied. 1946 arbeitete Aulbach kurzzeitig als Einkäufer im Steinkohlenwerk Oelsnitz und wurde dann Redakteur der SED-Zeitung Volksstimme im Bezirk Karl-Marx-Stadt. Bis 1948 absolvierte Aulbach Schulungen an der SED-Landesparteischule und ein Fernstudium an der Parteihochschule Karl Marx.
1949 wurde er stellvertretender Chefredakteur der Lausitzer Rundschau in Bautzen und 1950 als Nachfolger von Paul Prien Chefredakteur der Volksstimme (später Freie Presse in Chemnitz). Im Januar 1956 wurde Aulbach wegen des Abdrucks von „Zuschriften mit faschistischem Charakter“ als Chefredakteur abgelöst und ein Parteiverfahren gegen ihn eingeleitet. Aulbach wechselte zur Nachrichtenagentur ADN und wurde Ende 1956 Korrespondent des ADN und der Zeitung Neues Deutschland in Kairo. 1972/73 war Aulbach Korrespondent in Bukarest und von 1975 bis 1978 in Belgrad. Danach war Aulbach Mitarbeiter der Abteilung internationale Beziehungen im ADN in Berlin.

## Auszeichnungen
- 1974 Vaterländischer Verdienstorden in Bronze